# Parachernes subrotundatus
Parachernes subrotundatus es una especie de arácnido del orden Pseudoscorpionida de la familia Chernetidae.

## Distribución geográfica
Se encuentra en Paraguay y Venezuela.